# Хелвећани
Хелвећани (лат. Helvetii) су античко келтско племе које је у 1. веку пре нове ере живело на територији данашње Швајцарске. Њихова сеоба у Галију 59—58. п. н. е. била је повод Цезарове интервенције у Галији и Галског рата.

## Историја
Постојбина Хелвећана се пре сеобе Кимбра и Тевтонаца крајем 2. века п. н. е. налазила у долинама Мајне и Некара. У свом походу на југ (113—101. п. н. е.), Германи су потисли Хелвећане са Мајне и Некара у данашњу Швајцарску.

### Сеоба у Галију
У пролеће 59. п. н. е. Хелвећани (око 368.000 по Цезаровој процени) су напустили своја насеља између Рајне, Роне и планинског венца Јуре и кренули на запад у намери да се настане на обалама Атлантика, северно од доње Гароне. Пошто су им Секванци (сродно келтско племе) затворили пролазе између Јуре и Роне, покушали су продор левом обалом Роне, на територији Алоброга. Ови, као римски поданици, затражили су помоћ од Јулија Цезара, проконзула оближње Цисалписке и Нарбонске Галије, што је било непосредни повод римске интервенције и Галског рата (59—51. п. н. е.). Цезарова оправдања за интервенцију у Галији била су вишеструка: подручје које би напустили Хелвећани неминовно би населили Германи и тиме постали суседи Рима, бројни и ратоборни Хелвећани угрозили би Нарбонску Галију и везу Италије са Шпанијом, а нашао се и историјски аргумент, пошто су Тигурини, једно од четири хелвећанска племена, пола века раније потукли једну римску војску и пропустили је кроз јарам.

### Галски рат
Да би спречио сеобу Хелвећана, Цезар је са 10. легијом и милицијом Нарбонске Галије утврдио леву обалу Роне и одбио покушаје Хелвећана да пређу реку. У међувремену, Хелвећани су добили одобрење од Секванаца да пређу преко њихове територије. Цезар то није могао да спречи, али је остао при својој одлуци да Хелвећане не пусти у Галију. Оставивши 10. легију на Рони, Цезар је прешао у Цисалписку Галију, прикупио три легије (7, 8. и 9), које су биле код Аквилеје, формирао две нове (11. и 12), а затим се вратио, па је са ових 6 легија, почетком јуна, упао у област Хедуанаца на десној обали Соне коју је, по одлуци сената, био дужан да брани. Истовремено, разна галска племена тражила су помоћ за борбу против Хелвећана и послала му у помоћ 4.000 коњаника. Цезар је затекао Хелвећане на прелазу Соне из области Секванаца у област Хедуанаца, код данашњег Тревуа (фр. Trevoux). Најпре је уништио један њихов заштитни одред на левој обали, а затим је прешао на десну обалу да главнини спречи даље надирање према западу. Хелвећани су били приморани да скрену према северу. Цезар је кренуо за њима, и у бици код Бирбакта (58. н.е) однео победу. Уништењем Хелвећана Цезар је уклонио најјачег противника међу келтским племенима у Галији.